# Centrale nucleare di Trawsfynydd
La centrale nucleare di Trawsfynydd è una centrale elettronucleare britannica situata presso Trawsfynydd, in Galles.
L'impianto è composto da 2 reattori Magnox da 390MW di potenza totale, chiusi nel 1991.